# 托德·弗洛德奎斯特
托德·弗洛德奎斯特（瑞典語：Thord Flodqvist，1926年8月5日—1988年3月15日），瑞典男子冰球运动员，1944年开始职业生涯。他曾代表瑞典参加1952年冬季奥林匹克运动会冰球比赛，获得一枚铜牌。